# For-l'Évêque
La For-l'Évêque fu una prigione statale francese in funzione a Parigi dal 1674 al 1780.
Il nome dell'edificio, situato nella rue Saint-Germain-l’Auxerrois deriva da Forum Episcopi (Tribunale del vescovo) designante il luogo, con annessa prigione, dove il vescovo esercitava la sua giurisdizione. Quando questo potere vescovile fu soppresso nel 1674, For-l'Évêque divenne una prigione reale riservata ai debitori e agli attori.

## Storia di For-l'Évêque

### Dal XII al XVI secolo

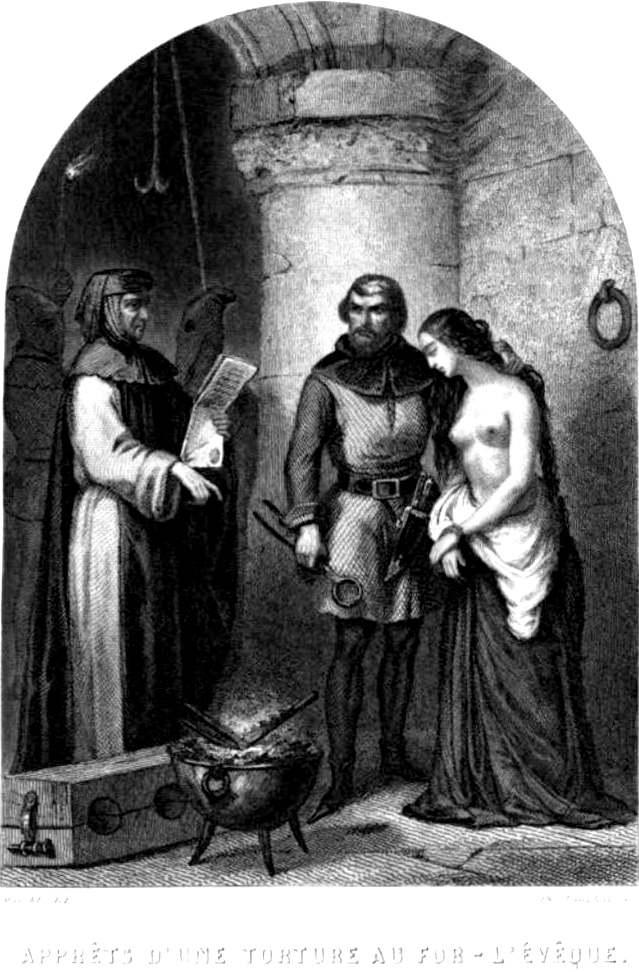
Gli strumenti per la tortura a For-l’Évêque.

Quando il vescovo Maurice di Sully fece edificare il palazzo vescovile nel 1161 vi aggiunse una torre campanaria in cui le stanze a volta divennero prigioni e nei sotterranei furono costruite delle celle.
Filippo Augusto (1165–1223), successore di Luigi il Giovane che aveva permesso che la giurisdizione ecclesiastica si estendesse, decise di comprimere questo diritto feudale ecclesiastico poiché, come disse, «Ecclesia abhorret a sanguine» (La chiesa aborre lo spargimento di sangue). Al che il vescovo gli rispose che le sentenze di morte venivano eseguite nella periferia di Parigi e che dunque il sangue non veniva sparso nelle terre della Chiesa.
Lo scontro tra il potere reale e quello vescovile proseguì fino al 1222 con la vittoria di quest'ultimo. Il vescovo Guillaume de Seigneley decise di costruire un edificio riservato al solo tribunale ecclesiastico. Fece edificare un castello che doveva contenere gli alloggi del suo prevosto, le aule di giustizia, le prigioni e le celle in una zona compresa tra la via Saint-Germain-l'Auxerrois e il viale della Misère, oggi della Mégisserie. Il castello che prese il nome di For-l'Évêque fu portato a termine dal vescovo Barthélemy III, successore di Seigneley morto il 23 novembre del 1223.
Il castello si estendeva sino alla riva della Senna e ha scritto Lebeuf: «Vi si poteva vedere sulla porta principale in un bassorilievo un vescovo e un re inginocchiati ai piedi della Madonna, in ricordo della polemica tra Filippo Augusto e il vescovo di Parigi.» 
Niente era stato trascurato per rendere questo palazzo adatto per esercitare la giurisdizione vescovile: le prigioni erano anguste e le celle, costruite nelle fondamenta dell'edificio, erano simili alle celle bianche di Bicetre
In osservanza delle procedure dell'Inquisizione veniva usata la tortura di modo che, secondo la norma ecclesiastica, non venisse sparso sangue cosicché se, ad esempio, si dovevano tagliare le orecchie a un condannato lo si portava all'estremità della via dell'Arbre-Sec verso la via Saint-Honoré là dove il sangue non sarebbe stato versato su terre della Chiesa.
Nonostante l'accordo del 1222 il vescovo e il re continuavano a disputarsi le vittime alle quali imporre ammende e confische dei beni di modo che Francesco I di Francia (1494–1547) preparò un'ordinanza che ponesse fine alla giurisdizione episcopale ma non ebbe il coraggio di pubblicarla.

### XVII secolo
Quando però a Parigi si decise il 20 ottobre 1622, di trasformare il vescovato in arcivescovato insediando il prelato Jean-Français de Gondi questi ebbe a che fare con il cardinale Richelieu che lo restrinse nei suoi poteri di giurisdizione ecclesiastica al punto che For-l'Évêque rimase per un periodo senza processi né prigionieri.
Alla morte di Richelieu e agli sconvolgimenti seguiti con gli avvenimenti della Fronda, l'arcivescovo approfittò delle difficoltà del potere laico facendo in gran parte demolire e ricostruire più ampiamente nel 1652 For-l'Évêque in previsione del suo maggior potere di giurisdizione.

### XVIII secolo

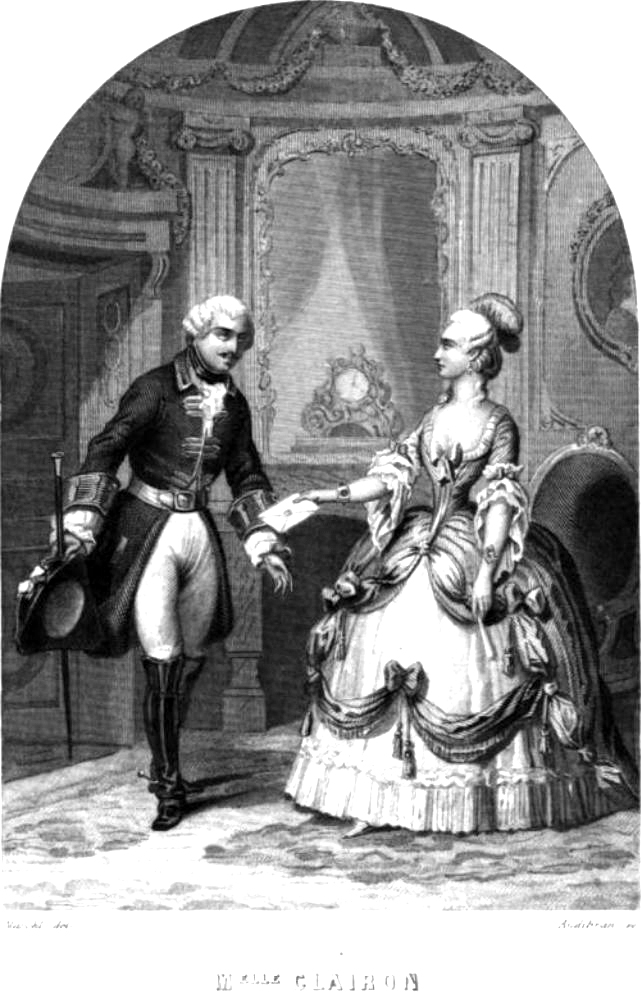
Mademoiselle Clairon condotta a For-l’Évêque.

La politica assolutista di Luigi XIV non poteva certo tollerare che al centro di Parigi vi fosse una sfida ecclesiastica così manifesta alla sua autorità assoluta. Il re attese che l'arcivescovo di Parigi, Péréfixe di Beaumont, che era stato il suo precettore, morisse nel 1671 per spazzare via con un semplice decreto reale la giurisdizione episcopale trasformando For-l'Évêque in una prigione secolare. Di fronte alle protesta dell'arcivescovato di Parigi Luigi XIV acconsentì che il prevosto continuasse ad abitare nella torre dove rimanevano le celle riservate ai prigionieri ecclesiastici almeno fino al 1793 quando la torre fu demolita.
Di tutti i carcerati ecclesiastici e della loro sorte non sono rimaste tracce poiché le carte del tribunale ecclesiastico erano per lo più segrete e furono definitivamente distrutte nel 1831.
For-l'Évêque anche sotto la giurisdizione reale continuò ad essere un luogo privo di giustizia: gli imputati erano incarcerati senza giudizio preventivo, secondo il capriccio del re e dell'alta nobiltà. Ottenere un ordine di carcerazione a For-l'Évêque era una semplice formalità. Poiché la prigionia era abbastanza leggera e non doveva prolungarsi indefinitivamente non si badava molto a metterla in esecuzione e il più delle volte si otteneva il trasferimento del prigioniero in un'altra prigione dove era considerato legale il prolungamento della carcerazione di modo che For-l'Évêque era spesso l'anticamera della Bastiglia.
Per questa prigione, sebbene fosse stata incorporata a quella del Grand Châtelet, non esisteva alcuna regola giudiziaria: i giudici vi facevano incarcerare gli accusati, i ministri i nemici politici, gli aristocratici gli attori, i creditori i loro debitori, e i grandi signori i loro nemici. Il carceriere si faceva pagare i favori concessi ai prigionieri. Egli infatti aveva qualche stanza molto ben ammobiliata e più comoda che riservava ai prigionieri più ricchi che potevano evitare le celle comuni dove spesso ci si ammalava per l'insalubrità. Non era un caso che la strada dove era collocata la prigione si chiamasse "Viale della pena".
Quasi nessuno riuscì ad evadere da questa prigione in cui fu incarcerato anche Louis-Dominique Bourguignon detto Cartouche capo della banda della "Corte dei miracoli", che vi soggiornò giusto il tempo di essere poi trasferito allo Châtelet dove gli si allestì una cella speciale.
Imprigionati abitualmente a For-l'Évêque erano gli attori non più considerati come dei semplici giocolieri: per la minima trasgressione erano arrestati. Il celebre Henri-Louis Caïn detto Lekain vi fu imprigionato più volte e poiché una volta si era fermato un giorno in più del permesso concessogli ospite a Ferney in casa di Voltaire, questi intervenne presso il suo amico il maresciallo de Richelieu perché fosse giustificato. Ma il duca gli rispose: «Se Lekain non sarà a Parigi per il 4, sarà imprigionato.»  Tornato il 5 Lekain fu infatti messo in una cella stretta e malsana dove alla fine si ammalò nel 1756 e fu trasferito a l'Abbaye solo per l'intervento dei suoi amici.
La Noue dovette subire 17 giorni di prigione perché aveva scritto una memoria per difendere il diritto dei suoi amici attori di aver allestito dei piccoli camerini che il duca di Richelieu aveva fatto abbattere essendo stati costruiti senza il suo permesso,
Nel 1735 alla rappresentazione di gala dell'opera Jephté di Giovanni Antonio Pellegrini che aveva attirato in teatro importanti spettatori, Mademoiselle Lemaure, che interpretava la parte d'Iphise, lasciò il palcoscenico per andare a cena. Il ministro della casa reale Maurepas che si trovava in teatro, appreso il motivo dell'abbandono dell'attrice e dell'interruzione dello spettacolo fece emettere sul momento un mandato d'arresto per Mademoiselle Lemaure che fu con grandi cerimonie accompagnata in prigione da Louis Achille de Harlay, intendente della Généralité di Parigi, presso il quale ella era andata a cena.
Nel 1762 la Comédie-Française dovette rimborsare il pubblico del prezzo dello spettacolo perché un'attrice che non poteva essere sostituita si era ammalata. L'attrice malata Mlle Dubois fu imprigionata a For-l'Évêque e condannata a pagare le spese della mancata rappresentazione.
Il giornalista e critico Élie Fréron, arrestato e imprigionato più volte nel 1756 fu condannato per aver insultato Mademoiselle Claire-Josèphe Léris detta Clairon nell'Année littéraire; ma mentre egli riuscì a scampare la prigione facendo intervenire i suoi protettori, fu invece la Clairon con Molé, Lekain e altri celebri attori ad essere poi incarcerati per essersi rifiutati di recitare a Calais con l'attore Dubois che essi accusavano di atti ignominiosi.
Mentre era imprigionato a For-l'Évêque Pierre-Augustin Caron de Beaumarchais scrisse la sua celebre lettera a Gudin de La Brenellerie: «Caro Gudin, in virtù d'una lettera senza cachet, chiamata lettera di cachet, io sono imprigionato a For-l'Évêque, dove mi si assicura che all'infuori del necessario io non mancherò di nulla. Che vuoi farci? Dovunque ci siano uomini, accadono cose odiose e il gran torto di avere ragione è sempre considerato un crimine...» 
Quando Jacques Necker fu nominato ministro egli s'interessò tra l'altro di conoscere le condizioni delle prigioni. Dopo aver visitato For-l'Évêque et il Piccolo Châtelet, s'era convinto che soprattutto la prima prigione costruita per i criminali era troppo scomoda e crudele per i prigionieri ordinari che erano per lo più attori e debitori che venivano ristretti in luoghi umidi e malsani. In un rapporto segnalava tutti questi inconvenienti al re Luigi XV che emise il 30 agosto del 1780 un'ordinanza con la quale sopprimeva le prigioni di For-l'Évêque e del Piccolo Châtelet e ordinava il trasferimento dei prigionieri alla prigione dell'hôtel de la Force che faceva allestire il più comodamente possibile.
Senza più carcerati For-l'Évêque restò ancora per qualche anno senza nessuna destinazione fino alla sua demolizione cominciata nel 1780
e conclusa all'inizio del XIX secolo.